# Orquesta Estable del Teatro Colón
La Orquesta Estable del Teatro Colón es una de las agrupaciones sinfónicas más antiguas de la Argentina. Fue creada en 1925 ante la necesidad de contar con un cuerpo artístico propio del Teatro Colón. En 2007 fue reconocida por la Asociación de Críticos Musicales de la Argentina como la mejor orquesta sinfónica del país.

## Historia
La Orquesta estable del Teatro Colón fue creada por la municipalidad de la Ciudad de Buenos Aires en 1925, junto con el Coro y el Ballet estable.
En sus comienzos, la Orquesta Estable contó con la eventual dirección de Tullio Serafin. Desde 1936 a 1949, fue dirigida regularmente por el austríaco Erich Kleiber, quien hizo particular hincapié en la música de Richard Wagner y trabajó además con figuras como Emanuel List, Kirsten Flagstad, Viorica Ursuleac y Set Svanholm. Bajo la dirección de Kleiber, nacionalizado argentino en 1938, el desarrollo de la orquesta fue particularmente fructífero. Con él se produjeron los estrenos de Juana de Arco en la Hoguera de Arthur Honegger en 1947 y de La mujer sin sombra de Richard Strauss en 1949. El rendimiento de la Orquesta Estable acrecentó la fama del Teatro entre el público porteño. En 1941, las presentaciones junto a Arturo Toscanini marcaron otro hito, por lo que una calle lindera teatro fue bautizada con el nombre del director.
Posteriormente, la Orquesta fue dirigida en numerosas ocasiones por Fritz Busch y Juan José Castro. En 1971 se presentó en Montevideo bajo la dirección de Horst Stein. En 1975 realizó una gira latinoamericana bajo la dirección de Stanislaw Wislocki y Simón Blech. En 1988, los integrantes de la orquesta conformaron la entidad civil Asociación de Profesores de la Orquesta Estable del Teatro Colón para ampliar las actividades del cuerpo artístico. En 1992 la orquesta se presentó en la Exposición Universal de Sevilla. En 2007 concretó otra gira a México junto a los demás elencos del Teatro y fue premiada por la Asociación de Críticos Musicales de la Argentina, quienes la consideraron la mejor orquesta sinfónica del país.
A finales de 2010, los cuerpos artísticos y personal del Teatro Colón se enfrentaron a la gestión de Pedro Pablo García Caffi, director del Teatro, en reclamo por mejores salarios. El conflicto se intensificó hasta afectar el cierre de la temporada lírica de 2010. A comienzos de 2011 la compañía catalana La Fura dels Baus llegó a presentar El Gran Macabro de György Ligeti, con dos pianos y percusión, a fin de sortear las medidas de la Orquesta, que se había  negado a montar la ópera. Plácido Domingo manifestó su apoyo a los músicos, quienes se presentaron junto al tenor en un concierto al aire libre en marzo de ese mismo año. El conflicto fue uno de los más graves en la historia de la Orquesta Estable porque la gestión llegó a procesar judicialmente a varios de sus delegados e integrantes, negándoles la entrada al Teatro y desarticulando finalmente las medidas de fuerza. Finalmente la Orquesta retomó sus actividades en mayo de 2011, y la temporada fue regulándose progresivamente.
La Orquesta Estable del Teatro Colón comparte su sede con la Orquesta Filarmónica de Buenos Aires, reservándose esta última los conciertos de carácter exclusivamente sinfónico, y acompañando eventualmente al Ballet.  Si bien el cuerpo se dedica a las producciones operísticas y coreográficas, participa como único protagonista en conciertos sinfónicos dentro y fuera del Teatro Colón.
A diferencia de la Orquesta Filarmónica de Buenos Aires, la Orquesta Estable no cuenta con un director fijo, sino que trabaja cada título de sus temporadas con directores invitados.
Pese a ser considerada una de las agrupaciones sinfónicas más importantes de Argentina y América del Sur, los integrantes de la Orquesta Estable perciben ingresos más bajos que sus pares de otras provincias y países vecinos.
Desde su fundación, la Orquesta Estable ha intervenido en la presentación de más de 850 producciones líricas y coreográficas y más de 800 conciertos sinfónicos con la participación de solistas internacionales. En su historia destaca la participación de directores, solistas y compositores invitados reconocidos internacionalmente. Entre ellos, Arturo Toscanini, Karl Böhm, Wilhlm Furtwangler, Richard Strauss, Paul Hindemith, Igor Stravinsky, Villa Lobos, Aaron Copland, Manuel de Falla, Valery Gergiev, así como los violinistas Mischa Elman, Fitz Kreisler, Natan Milstein, David Oistrakh, Ljerko Spiller, los violoncellistas Pau Casals y Antonio Janigro y los pianistas Arthur Rubinstein, Martha Argerich, Bruno Gelber y Witold Malcuzynski, Martha Noguera pianista invitada como solista en los conciertos de la orquesta en la gira realizada en 1975 con los directores Stanislaw Wislocki y Simon Blech].
La Orquesta ha actuado en muchas ocasiones con Maria Callas, Plácido Domingo y muchos otros cantantes líricos de reconocida trayectoria.

## Premios y distinciones
La Orquesta Estable del teatro Colón recibió el Premio Konex de Platino en 1989 y cuatro Diplomas al Mérito, también otorgados por la Fundación Konex, en 1989, 1999, 2009 y 2019. En 2007 fue distinguida como Mejor Orquesta Argentina por la Asociación de Críticos de Música de la Argentina.